# 肾苞草属
肾苞草属（学名：Phaulopsis）是爵床科下的一个属。该属共有约20种，分布于热带非洲、印度至中国。